# Ralph Junge
Ralph Junge (* 20. Mai 1969) ist ein deutscher Basketballtrainer. Er ist Geschäftsführer und Trainer des Nürnberg Falcons BC. Zudem förderte er während seiner Zeit an der Urspringschule mehrere National- und Bundesligaspieler wie Lucca Staiger, Nicolai Simon oder Malik Müller.

## Karriere
Junge war Schüler an der Urspringschule. Er spielte Basketball für den DJK Sportbund München, einer seiner Mannschaftskollegen in der Jugend war der spätere Nationalspieler Sascha Hupmann. Mit der DJK spielte Junge später in der 2. Bundesliga und gehörte zudem ein Jahr lang zum Trainingskader der University of Evansville (US-Bundesstaat Indiana), beendete seine Spielerkarriere aus Verletzungsgründen (Kniescheibenbruch) aber bereits mit 22 Jahren. Während seiner Studentenzeit wurde er Trainer und arbeitete später unter anderem für den Basketballverband Baden-Württemberg.
Junge rief 1998 die Basketballakademie an der Urspringschule in Schelklingen ins Leben. Er übernahm die sportliche Leitung. Zwischen der TSG Ehingen und der Urspringschule wurde eine Spielgemeinschaft gebildet, die unter wechselnden Namen firmierte (derzeit Team Ehingen Urspring) und die Junge als Cheftrainer betreute. Er führte die Mannschaft 2003 zum Aufstieg in die 2. Bundesliga und 2011 zum Meistertitel in der 2. Bundesliga ProB (gleichzeitig Aufstieg in die ProA). In der Saison 2013/14 wurde er zum ProA-Trainer des Jahres gekürt. In seine Amtszeit als sportlicher Leiter fielen zudem der Gewinn von insgesamt sechs deutschen Jugendmeistertiteln in den Altersstufen U19 und U16. Hinzu kamen weitere Meisterschaften in anderen Jugendaltersklassen (U18 im Jahr 2005), im Deutschen Jugendpokal U18 (2007 und 2009), beim Bundeswettbewerb „Jugend trainiert für Olympia“ (2004, 2007, 2009, 2011) sowie beim Arby's Classic, einem Turnier im US-Bundesstaat Tennessee, im Dezember 2012. Viele der von ihm an der Urspringschule geförderten Spieler erhielten anschließend Stipendien an Universitäten in den Vereinigten Staaten. Zeitweise gehörte Junge als Co-Trainer zum Stab der deutschen U16-Nationalmannschaft.
Im Sommer 2014 wechselte Junge als Cheftrainer und Sportlicher Leiter zum Zweitligisten Nürnberger BC. Anlässlich seines Abschieds von der Urspringschule war die dortige Sporthalle in Junge-Halle umbenannt worden. Nach dem Ausstieg des alleinigen Gesellschafters und Hauptsponsors im Anschluss an die Saison 2015/16 gründete Junge mit Mitstreitern die Basketball Nürnberg GmbH und stellte innerhalb kurzer Zeit einen Etat (unter anderem durch Spenden und das Gewinnen neuer Sponsoren) zusammen. Im Juli 2016 wurde der Mannschaft die Lizenz für die 2. Bundesliga Pro A erteilt. 2016 gewann er den früheren Nationalspieler Holger Geschwindner, Förderer von Dirk Nowitzki, als Mitarbeiter für die Nürnberger Nachwuchsarbeit.
Im August 2018 führte Junge eine Auswahl deutscher und US-amerikanischer Spieler zum Gewinn eines mit 200.000 Dollar Preisgeld dotierten internationalen Einladungsturniers im chinesischen Schanghai. Im Spieljahr 2018/19 führte Junge die Nürnberger Mannschaft in die Endspielserie der 2. Bundesliga ProA und damit zum sportlichen Aufstieg in die Basketball-Bundesliga. Im ersten Endspiel setzte sich seine Mannschaft daheim mit 90:87 gegen Hamburg durch, verlor im Rückspiel jedoch mit 94:99 und war dadurch Vizemeister. In einer von der 2. Bundesliga durchgeführten Abstimmung wurde Junge zum Trainer des Jahres der Zweitligasaison 18/19 gewählt. Den Nürnbergern wurde allerdings kein Bundesliga-Teilnahmerecht erteilt, was letztgültig von einem Schiedsgericht verfügt wurde. Junge, dessen Nürnberger Mannschaft in der zweiten Liga blieb, sprach im Zusammenhang mit der Entscheidung unter anderem von „Willkür“ und „Dreistigkeit“.
Anfang September 2019 gab Junge das Amt des Nürnberger Trainers an seinen bisherigen Assistenten Vytautas Buzas ab, um sich verstärkt seinen Aufgaben als Geschäftsführer zu widmen, blieb aber zusätzlich Co-Trainer sowie Sportlicher Leiter. Als Buzas Anfang Dezember 2019 aus familiären Gründen in sein Heimatland Litauen zurückkehrte, übernahm Junge auch wieder das Amt des Cheftrainers der Nürnberger Mannschaft. Den Trainerposten trat Junge nach dem Ende der Saison 2020/21 an den zurückkehrenden Buzas ab und war wieder ausschließlich als Geschäftsführer tätig.
Anfang November 2024 wurde Junge abermals zusätzlich Nürnberger Trainer, nachdem Virgil Matthews entlassen worden war.